# 薩克雷德哈特 (明尼蘇達州)
薩克雷德哈特（英語：Sacred Heart）是一個位於美國明尼蘇達州倫維爾縣的城市。

## 人口
根據2020年美國人口普查的數據，薩克雷德哈特的面積為2.57平方千米，皆為陸地。當地共有人口510人，而人口密度為每平方千米198人。